# Bitwa pod Czemulpo
Bitwa pod Czemulpo – starcie okrętów japońskich i rosyjskich, do którego doszło 9 lutego 1904 roku, na początku wojny rosyjsko-japońskiej, na redzie Czemulpo (obecnie Inczon) w Korei. Mimo że w samej bitwie nie zatopiono żadnego okrętu, Rosjanie ponieśli porażkę i dokonali samozatopienia swoich jednostek, w tym krążownika „Wariag”.

## Podłoże
Japonia, rozpoczynając 9 lutego 1904 wojnę z Rosją atakiem na Port Artur, prowadziła równocześnie operację zajęcia neutralnej Korei, wysadzając desant w porcie Czemulpo. Stacjonowały tam wówczas, zgodnie z ówczesną praktyką kolonialną, okręty kilku państw, reprezentujące interesy swoich rządów w Korei. Wśród nich były dwa okręty rosyjskie: nowy krążownik pancernopokładowy „Wariag” i stara kanonierka „Koriejec” (uzbrojona w dwa przestarzałe działa kalibru 203 mm, jedno kalibru 152 mm i cztery kalibru 107 mm oraz mniejsze działka). „Wariag” przypłynał do Czemulpo z Port Artur 10 stycznia 1904, a kanonierka 18 stycznia. Dowódcą „Wariaga” i rosyjskiego zespołu był kapitan I rangi (komandor) Wsiewołod F. Rudniew. W porcie stacjonowały także: brytyjski krążownik HMS „Talbot” typu Eclipse, francuski krążownik „Pascal” typu Descartes, włoski krążownik „Elba” i amerykańska kanonierka USS „Vicksburg”. W Czemulpo stacjonował również japoński krążownik pancerny „Chiyoda”, który jednak w nocy na 8 lutego wypłynął i dołączył do zespołu japońskiego.
Do osłony japońskiego desantu wyznaczono wzmocniony 4. Dywizjon Krążowników pod dowództwem kontradmirała Sotokichiego Uryū. Zespół japońskich okrętów i trzech statków transportowych „Dairen Maru”, „Otaro Maru” i „Heijo Maru” z desantem 3000 żołnierzy z 1. Armii gen. Tamemoto Kuroki przypłynął pod Czemulpo już 8 lutego. Kanonierka „Koriejec” próbowała tego dnia po południu wypłynąć do Port Artur z pocztą, lecz ok. 15.55 zawróciły ją japońskie okręty blokujące wyjście na pełne morze. Torpedowce „Kari” i „Hato” wystrzeliły do niej po jednej torpedzie, które jednak były niecelne (według relacji dowódcy „Koriejca”, wystrzelono trzy torpedy). W trakcie manewrów, torpedowiec „Tsubame” wszedł na mieliznę i uszkodził śruby napędowe. Następnie japońskie transportowce, osłaniane przez trzy krążowniki i torpedowce, wysadziły w porcie wojsko w sile czterech batalionów, nie napotykając oporu. Już 9 lutego japońskie oddziały dotarły do Seulu i go opanowały.
9 lutego o 9:30 rano konsul japoński przekazał konsulowi rosyjskiemu w Czemulpo ultimatum o wypowiedzeniu wojny, z żądaniem wyjścia z portu okrętów rosyjskich do godziny 12:00 pod groźbą zaatakowania ich na redzie portu. Jednocześnie japoński dowódca uprzedził kotwiczące tam okręty neutralne, żeby do godziny 16:00 odsunęły się z pobliża miejsca cumowania rosyjskich okrętów. Starszy na redzie dowódca HMS „Talbot” komandor Lewis Bayly zarządził odprawę dowódców, na której poprosił rosyjskiego dowódcę o opuszczenie redy. Propozycja komandora Rudniewa, aby w proteście przeciw naruszeniu neutralności Korei pozostałe okręty eskortowały rosyjski zespół do granicy koreańskich wód terytorialnych, została odrzucona przez dowódcę brytyjskiego, chociaż dowódcy okrętów państw trzecich złożyli protest w sprawie naruszenia neutralności do japońskiego dowódcy (należy zaznaczyć przy tym, że Wielka Brytania była związana sojuszem z Japonią).
Oczekujący zespół japoński znacznie przewyższał Rosjan liczebnie i blokował mu wyjście na otwarte morze. Składał się z nowego krążownika pancernego „Asama” oraz starszego i mniejszego „Chiyoda”, czterech krążowników pancernopokładowych („Akashi”, „Naniwa”, „Niitaka” i „Takachiho”) oraz trzech torpedowców 1 Dywizjonu. Okrętem flagowym kontradmirała Uryū był „Naniwa”.

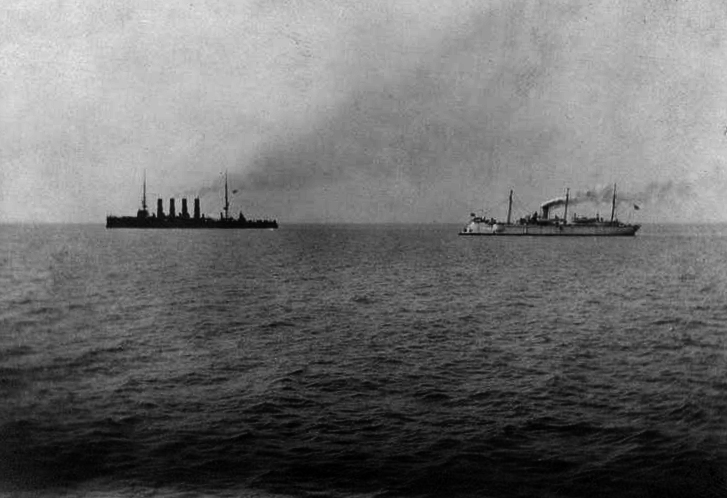
Okręty rosyjskie przed bitwą. Po lewej „Wariag”, po prawej „Koriejec” (na pierwszym planie)

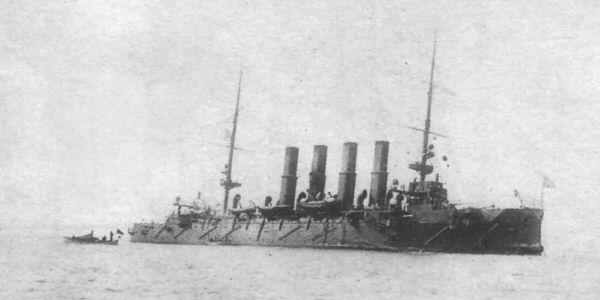
Uszkodzony „Wariag”, z przechyłem, po bitwie

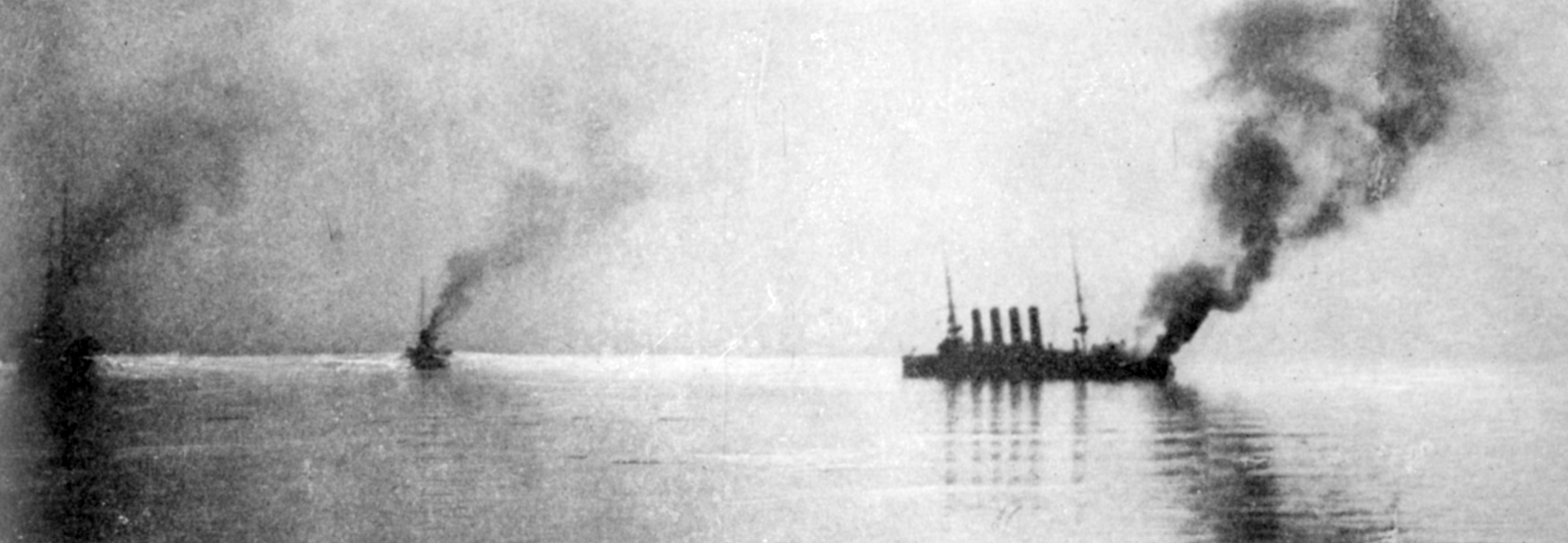
Płonące okręty rosyjskie w porcie Czemulpo

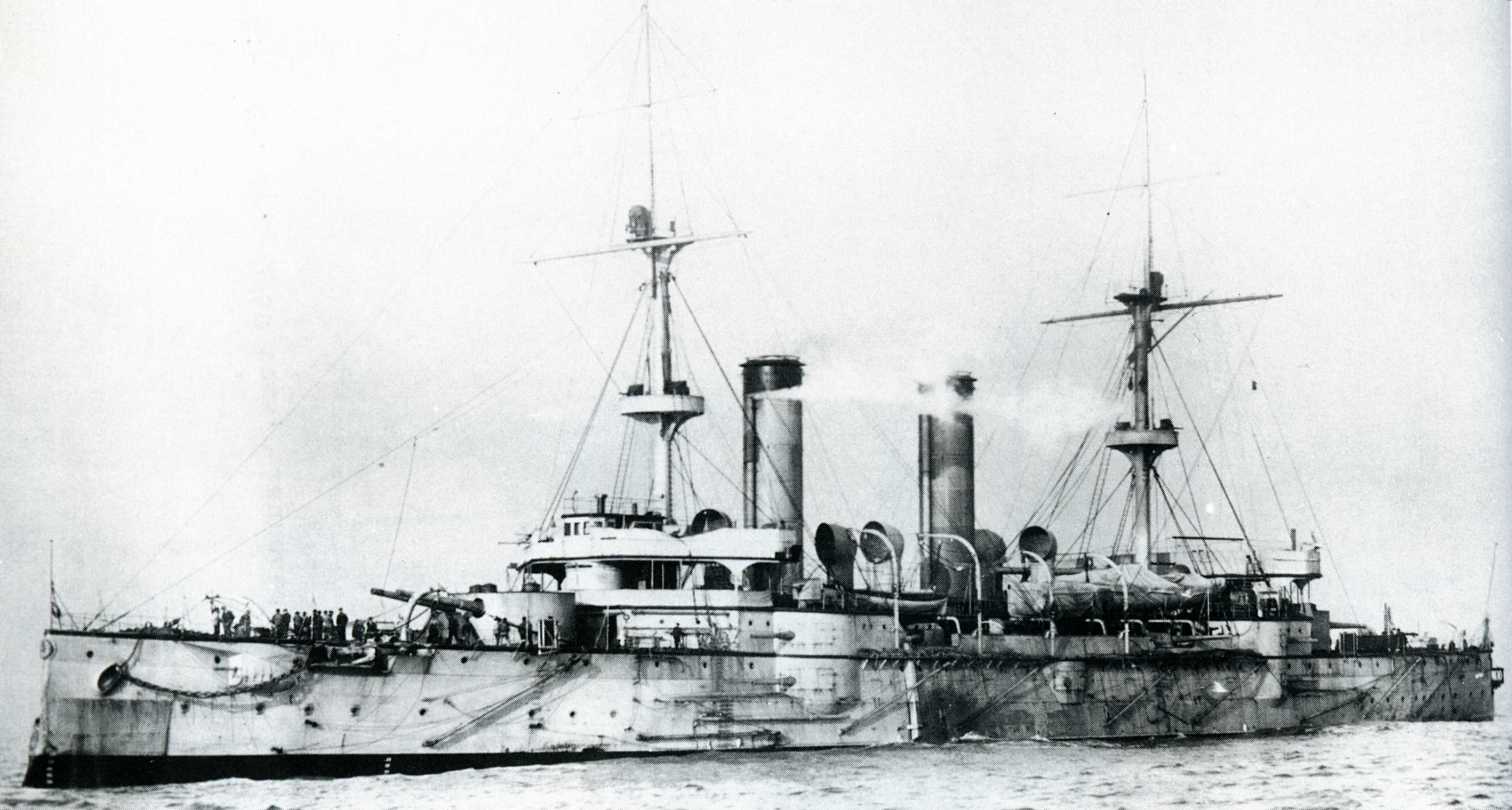
„Asama” podczas prób wyposażeniowych

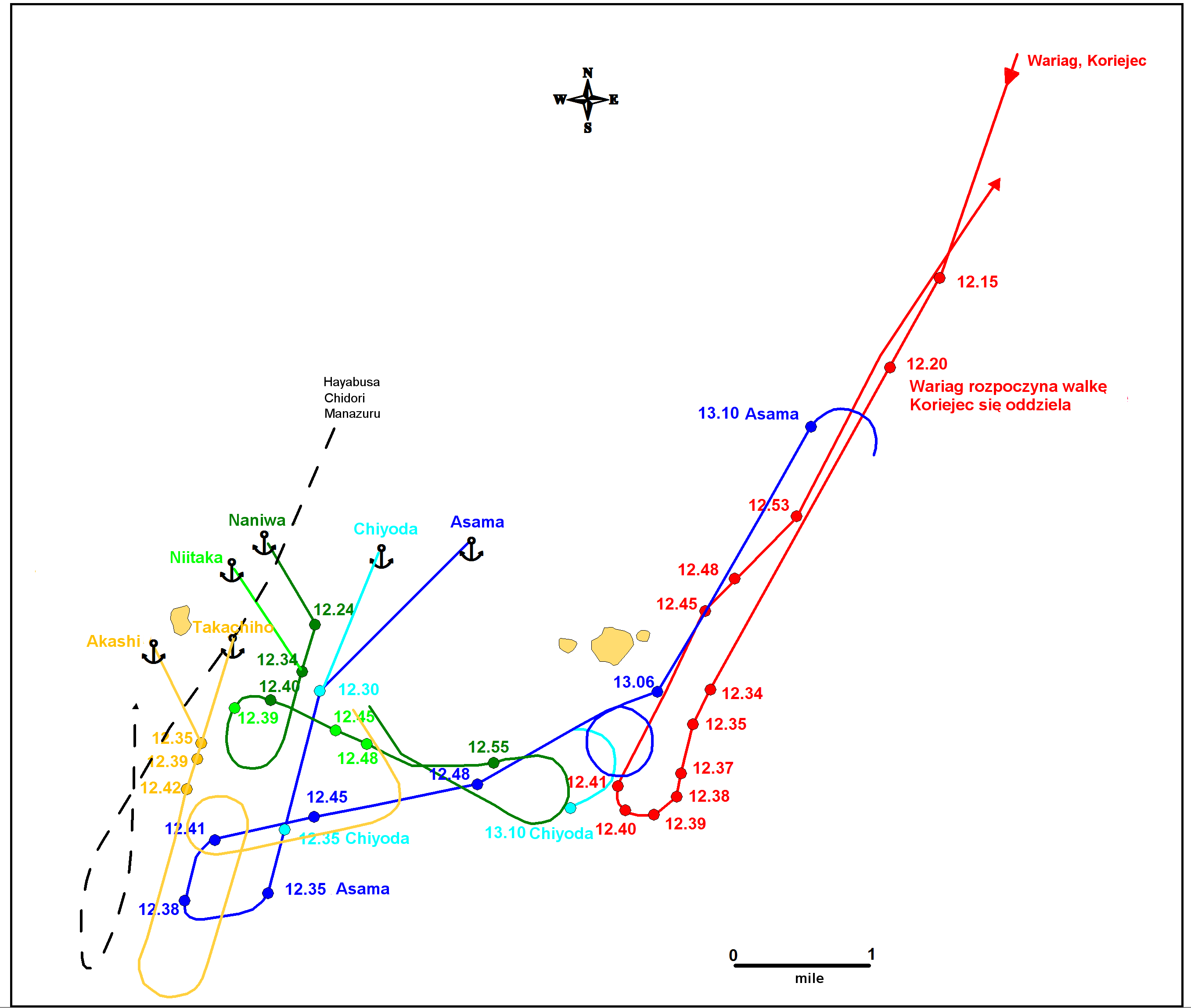
Szkic kursów „Wariaga” i okrętów japońskich

## Starcie
Odrzucając możliwość poddania się, komandor Rudniew zdecydował wypłynąć z portu i podjąć walkę lub próbę przedarcia się do głównej bazy Port Artur. Przed południem 9 lutego (27 stycznia według rosyjskiego kalendarza) oba okręty wyszły ze wschodniego kanału portowego. Walkę dla strony rosyjskiej utrudniało to, że idąc torem wodnym między wysepkami, okręty miały ograniczone możliwości manewru, nadto „Koriejec” był znacznie wolniejszy od wszystkich okrętów japońskich.
Walkę ze strony japońskiej toczył przede wszystkim krążownik pancerny „Asama”, najsilniejsza jednostka zespołu, a przy tym silniejsza i znacznie lepiej opancerzona od obu okrętów rosyjskich (pozostałe japońskie krążowniki były w pojedynkę słabsze od „Wariaga”). Rosyjski zespół płynął początkowo na południe, a siły japońskie znajdowały się na zachód od niego. Około 11.45 z odległości 7500–8000 metrów ogień otworzyli najpierw Japończycy, a po 7 minutach Rosjanie.
Krążownik „Asama” toczył bój z „Wariagiem”, tymczasem „Chiyoda” wzięła na cel „Koriejca”. Po dwóch minutach „Wariag” otrzymał pierwsze trafienie (w przedni pomost). Następnie do walki włączyły się „Naniwa” i „Niitaka”, a później, strzelając sporadycznie, „Takachiho” i „Akashi”. „Wariaga” dosięgły kolejne pociski, a kiedy podczas zwrotu w prawo uszkodzono mu mechanizm sterowy, około godziny 12:15 wszedł na mieliznę przy wysepce w kanale portowym. Udało mu się z niej zejść, lecz Japończycy wykorzystali tę okazję, aby się zbliżyć i zadać mu kolejne ciosy pociskami dużych kalibrów. Okręt zaczął się przechylać na lewą burtę, toteż – wobec niemożności przedarcia się – rosyjski dowódca postanowił zawrócić na redę portu. „Koriejec” również zawrócił. „Asama” i „Chiyoda” ścigały Rosjan w wąskim kanale portowym i nadal ostrzeliwały. Około godziny 12:40 Japończycy wstrzymali ogień z uwagi na bliskość okrętów neutralnych; pięć minut później padły ostatnie strzały z okrętów rosyjskich. O godzinie 13:15 „Wariag” stanął na kotwicy. W opatrywaniu rannych wkrótce zaczęli pomagać Rosjanom lekarze przybyli z okrętów państw neutralnych.
W ciągu około godziny walki „Wariag” otrzymał od jedenastu do czternastu trafień, z czego trzy pociskami kalibru 203 milimetry z „Asamy”, pozostałe – pociskami kalibru 152 milimetry („Asama” wystrzelił 28 pocisków kalibru 203 milimetry, 98 kalibru 152 milimetry i 9 kalibru 76 milimetrów). Mimo że okręt zachował możliwość ruchu, a jego pokład pancerny nie został przebity, nie nadawał się do walki – zniszczona została większość jego nieosłoniętej artylerii i miał przebicia w części podwodnej, 33 członków załogi zostało zabitych, 97 rannych. Według raportu dowódcy, w czasie walki krążownik rosyjski wystrzelił aż czterysta dwadzieścia pięć pocisków kalibru 152 milimetry, czterysta siedemdziesiąt kalibru 75 milimetrów i dwieście dziesięć kalibru 47 milimetrów, a „Koriejec” – czterdzieści dziewięć pocisków 203 milimetry, lecz bez żadnych istotnych efektów. Nie wiadomo, ile dokładnie pocisków dosięgło japońskich okrętów; według źródeł japońskich flota Cesarstwa nie poniosła w tej bitwie strat w ludziach i sprzęcie, ale informacja ta jest oceniana jako prawdopodobnie nieprawdziwa. Z drugiej strony, niektórzy historycy rosyjscy przypuszczają, że starcie trwało krócej, niż w wynika z raportu dowódcy, a podana liczba 1105 pocisków wystrzelonych przez Wariaga jest znacznie zawyżona. „Koriejec” nie ucierpiał podczas starcia.

## Następstwa
Aby okręty nie dostały się w ręce nieprzyjaciela, załoga „Wariaga” po południu dokonała samozatopienia na redzie Czemulpo przez otwarcie zaworów dennych; okręt zatonął o 18:10. „Koriejec” został około godziny 16:00 wysadzony w powietrze, a również obecny w porcie rosyjski statek „Sungari” – spalony przez załogę. Dowódcy okrętów innych bander obecnych na redzie sprzeciwili się wysadzeniu „Wariaga” z uwagi na zagrożenie dla ich jednostek. Załogi rosyjskie zostały przejęte przez okręty państw neutralnych.
Władze w Sankt Petersburgu poznały losy „Wariaga” i „Koriejca” dopiero po około trzech tygodniach. Po powrocie do Rosji komandor Rudniew zyskał sławę bohatera, a wszyscy członkowie załóg obu okrętów otrzymali od cara Order Świętego Jerzego (różnych klas) i medale „Za bój »Wariaga« i »Koriejca«”. Walka „Wariaga” odbiła się echem na całym świecie i poprawiła wizerunek państwa carów na arenie międzynarodowej, a w samej Rosji obrosła legendą. Niedługo potem austriacki poeta Rudolf Greinz, zainspirowany artykułem o bitwie, skomponował wiersz na jej temat; utwór przetłumaczono na rosyjski i zaczęto śpiewać do melodii ludowej, a powstała w ten sposób piosenka stała się jednym z najpopularniejszych rosyjskich utworów o tematyce marynistycznej. W 1947 roku odbyła się zaś premiera filmu propagandowego Kriejsier Wariag (rolę „Wariaga” zagrał w nim krążownik „Aurora”).
Mimo to, niektórzy autorzy podnoszą, że Rudniew zamiast stawać do walki, powinien był pozostawić w Czemulpo starą kanonierkę i samemu podjąć próbę przedarcia się do Port Artur. Miałby przy tym duże szanse na powodzenie z uwagi na szybkość nowoczesnego krążownika. Błędem dowództwa rosyjskiej Eskadry Oceanu Spokojnego było samo wysłanie krążownika do Czemulpo w obliczu napięcia w stosunkach z Japonią w sytuacji, w której wystarczyłaby do reprezentowania Rosji sama kanonierka. Mimo oficjalnego uhonorowania dalsza kariera Rudniewa w marynarce uległa przerwaniu, być może ze względu na błędy popełnione przed starciem i zaniechanie wysadzenia okrętu w powietrze, co ułatwiło Japończykom późniejsze podniesienie i wcielenie do służby jako okręt szkolny „Soya”. Inne publikacje podają jednak, że jego wina polegała na niepowstrzymaniu marynarzy przed udziałem w manifestacji w toku rewolucji w 1905 roku.

## Zestawienie sił
Zestawienie sił obu stron biorących udział w bitwie.

### Rosjanie
Zespół stacjonujący w Czemulpo pod dowództwem komandora Wsiewołoda F. Rudniewa:
- krążownik pancernopokładowy „Wariag” (okręt flagowy)
- kanonierka „Koriejec” (komandor porucznik Grigorij P. Biełajew)

### Japończycy
Zespół osłony desantu, wzmocniony 4. Dywizjon pod dowództwem kontradmirała Sotokichiego Uryū
- 4. Dywizjon 2. Floty (kadm. Uryū)
  - krążowniki pancernopokładowe:
    - „Naniwa” (okręt flagowy)
    - „Niitaka(inne języki)”
    - „Takachiho”
    - „Akashi”

  - awizo (nieopancerzony krążownik) „Chihaya”
- 2. Dywizjon 2. Floty
  - krążownik pancerny „Asama”
- 6. Dywizjon 3. Floty
  - krążownik pancerny „Chiyoda”
- 14. Dywizjon Torpedowców 1. Floty
  - torpedowce „Chidori”(inne języki), „Hayabusa”, „Manazuru”(inne języki), „Kasasagi”(inne języki) (typu Hayabusa(inne języki))
- 9. Dywizjon Torpedowców 2. Floty
  - torpedowce: „Aotaka”, „Hato”, „Kari”, „Tsubame” (typu Hayabusa)